# Судебный заседатель
Судебный заседатель — общий термин для обозначения непрофессионального судьи, участника судебного процесса. В современной юридической литературе на русском языке термин обычно применяется для обозначения непрофессиональных судей в системах правосудия, отличных от российской.

## В России
В современном российском законодательстве понятия «судебный заседатель» нет. Однако М. И. Клеандров объединяет под этим понятием арбитражных, народных и присяжных заседателей.

## В Германии
В Германии и Австрии со второй половины XIX века суд шеффенов состоит из судьи и двух народных заседателей (Laier), избираемых органами местного самоуправления: существуют в рамках участковых и земельных судов. До 1952 года существовал также в ГДР.

## В Японии
Новая система правосудия с участием судебных заседателей стала действовать в Японии в мае 2009 года на основе закона 2004 года. Японская система комбинирует особенности систем шеффенского типа в странах континентального права, где судебные заседатели решают вопросы как о виновности, так и о наказании, с элементами суда присяжных в странах общего права, где отбор судебных заседателей производится заново для каждого дела.

## В Китайской народной республике
В Китайской народной республике судебные заседатели (народные заседатели) выбираются на 5 лет. Согласно официальному докладу на октябрь 2022 года в КНР насчитывалось более 332 тысяч народных заседателей, а за период с апреля 2018 года (вступление в законную силу закона о народных заседателях) народные заседатели по всей стране участвовали в судебных процессах по более чем 2,15 млн уголовных дел, 8,79 млн гражданских дел и 780 000 административных дел.